# Собор Холмської Богоматері (Луцьк)
Собор Холмської Богоматері — діюча православна церква, що споруджується на честь ікони Холмської Божої Матері в місті Луцьку.

## Проектування

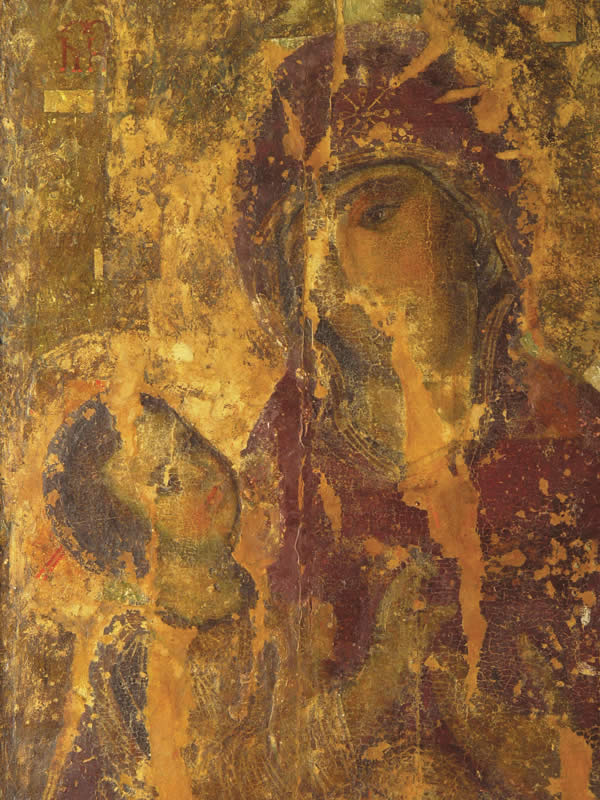

2009 року на Трійцю Патріарх Київський і всієї Руси-України Філарет освятив місце на побудову святині. Місцем для будівництва вибрали сквер навпроти гімназії №4.
Автором проекту майбутнього собору став директор Волинської філії УДНДІ «Діпромісто» Андрош Бідзіля.  Собор матиме 12 куполів, а висота його (від фундаменту до кінцівки хреста головного куполу) сягне 40 метрів.

## Будівництво
У 2009 році на освяченому місці споруджено каплицю (тимчасовий храм) на честь ікони Холмської Божої Матері. Для каплиці виготовлено копію Холмського образа, до якого в спеціальну капсулу покладено часточку оригіналу.
21 вересня 2010 відбулася урочиста церемонія закладання першого каменю Собору Холмської Богоматері за участі владики Михайла, голови товариства «Холмщина» Миколи Онуфрійчука, Луцького міського голови Богдана Шиби та архітектора Андроша Бідзілі.
21 вересня 2015 року було освячено перший ярус церкви та проведено в ньому православну службу на честь християнського свята Різдво Богородиці.